# Copa J. League 2011
La Copa J. League 2011, también conocida como Copa Yamazaki Nabisco 2011 por motivos de patrocinio, fue la 36.ª edición de la Copa de la Liga de Japón y la 19.ª edición bajo el actual formato.
El campeón fue Kashima Antlers, tras vencer en la final a Urawa Red Diamonds. Por lo mismo, disputó la Copa Suruga Bank 2012 ante Universidad de Chile, campeón de la Copa Sudamericana 2011.

## Formato de competición

### Fixture original
Inicialmente se planeó de la misma manera que el año anterior.
- Formarían parte del torneo los 18 equipos que participaron de la J. League Division 1 2011.
  - Nagoya Grampus, Gamba Osaka, Cerezo Osaka y Kashima Antlers, clasificados para la Liga de Campeones de la AFC 2011, estarían exentos de participar en la fase de grupos y habrían ingresado directamente a cuartos de final.
- Fase de grupos: se fijó el 15 de marzo para el inicio de la participación de los restantes 14 equipos, que serían divididos en dos grupos de siete clubes cada uno. De esta manera, cada cuadro debería disputar seis juegos y quedar libre en alguna de las siete jornadas.
  - Grupo A: Montedio Yamagata, Omiya Ardija, Kashiwa Reysol, Kawasaki Frontale, Yokohama F. Marinos, Ventforet Kofu y Albirex Niigata.
  - Grupo B: Vegalta Sendai, Urawa Red Diamonds, Shimizu S-Pulse, Júbilo Iwata, Vissel Kobe, Sanfrecce Hiroshima y Avispa Fukuoka.
  - Para determinar el orden de clasificación de los equipos se habría utilizado el siguiente criterio:

1. Puntos obtenidos.
2. Diferencia de goles.
3. Goles a favor.
4. Resultado entre los equipos en cuestión.
5. Cantidad de faltas cometidas.
6. Sorteo.
Los dos mejores de cada grupo a la fase final.
- Fase final: se llevaría a cabo entre los cuatro clubes provenientes de la primera fase junto con Nagoya Grampus, Gamba Osaka, Cerezo Osaka y Kashima Antlers.
  - En cuartos de final y semifinales se enfrentarían en serie de dos partidos, a ida y vuelta. En caso de igualdad en el total de goles, se aplicaría la regla del gol de visitante y si aún persistía el empate se realizaría una prórroga, en donde ya no tendrían valor los goles fuera de casa. De continuar la igualdad en el marcador global, se realizaría una tanda de penales.
  - La final se jugaría a un solo partido. En caso de empate en los 90 minutos se haría una prórroga; si aún persistía la igualdad se ejecutaría una tanda de penales.

### Calendario original
| Etapa          | Ronda            | Ida                      | Vuelta                   | Observaciones                                                                             |
| -------------- | ---------------- | ------------------------ | ------------------------ | ----------------------------------------------------------------------------------------- |
| Fase de grupos | Fecha 1          | 15 de marzo de 2011      | 15 de marzo de 2011      | Sin observaciones                                                                         |
| Fase de grupos | Fecha 2          | 25 y 26 de marzo de 2011 | 25 y 26 de marzo de 2011 | Sin observaciones                                                                         |
| Fase de grupos | Fecha 3          | 6 de abril de 2011       | 6 de abril de 2011       | Sin observaciones                                                                         |
| Fase de grupos | Fecha 4          | 20 de abril de 2011      | 20 de abril de 2011      | Sin observaciones                                                                         |
| Fase de grupos | Fecha 5          | 11 de mayo de 2011       | 11 de mayo de 2011       | Sin observaciones                                                                         |
| Fase de grupos | Fecha 6          | 25 de mayo de 2011       | 25 de mayo de 2011       | Sin observaciones                                                                         |
| Fase de grupos | Fecha 7          | 5 de junio de 2011       | 5 de junio de 2011       | Sin observaciones                                                                         |
| Fase final     | Cuartos de final | 16 de julio de 2011      | 23 de julio de 2011      | Inicio de participación de los equipos clasificados a la Liga de Campeones de la AFC 2011 |
| Fase final     | Semifinales      | 5 de octubre de 2011     | 9 de octubre de 2011     | Participación de los ganadores de los cuartos de final                                    |
| Fase final     | Final            | 29 de octubre de 2011    | 29 de octubre de 2011    | Participación de los ganadores de las semifinales                                         |

### Cambio de formato
Antes de la apertura del torneo, el 11 de marzo, se produjeron el terremoto y tsunami de Tōhoku. Como resultado de la reunión que tuvo lugar en la J. League el 13 de marzo se anunció la cancelación de la primera y segunda fechas. El 22 de marzo se comunicó que también se anulaban la tercera y cuarta jornadas, que estaban previstas en abril. Finalmente, el 1 de abril se anunció un nuevo fixture. Todos los juegos del torneo se adaptaron al sistema de la edición 2001, cuando en esta ocasión participaron todos los equipos de la J1 League y la J2 League.
- En primera y segunda ronda se enfrentaron en serie de dos partidos, a ida y vuelta. En caso de igualdad en el total de goles, se aplicaría la regla del gol de visitante y si aún persistía el empate se realizaría una prórroga, en donde ya no tendrían valor los goles fuera de casa.[2] De continuar la igualdad en el marcador global, se realizaría una tanda de penales.
  - Se llevó a cabo un nuevo sorteo para los encuentros de la segunda ronda, en donde Omiya Ardija y Albirex Niigata comenzaron sus participaciones.
- Los cuartos de final y semifinales no se disputaron a ida y vuelta, sino en un solo partido en el estadio de uno de los equipos implicados en una llave determinada. En caso de empate en los 90 minutos se haría una prórroga; si aún persistía la igualdad se ejecutaría una tanda de penales.
  - Nagoya Grampus, Gamba Osaka, Cerezo Osaka y Kashima Antlers, clasificados a la Liga de Campeones de la AFC 2011, iniciaron su participación en cuartos de final como estaba previsto originalmente. Todos ellos jugaron sus respectivos partidos en condición de local.
- Sin cambios en la final sobre lo fijado inicialmente. En caso de empate en los 90 minutos se haría una prórroga; si aún persistía la igualdad se ejecutaría una tanda de penales. Al igual que en el fixture original, este partido se disputó el 29 de octubre.

### Calendario definitivo
| Etapa      | Ronda            | Ida                      | Vuelta                   | Observaciones                                                                             |
| ---------- | ---------------- | ------------------------ | ------------------------ | ----------------------------------------------------------------------------------------- |
| Fase final | Primera ronda    | 5 de junio de 2011       | 27 de julio de 2011      | Sin observaciones                                                                         |
| Fase final | Segunda ronda    | 14 de septiembre de 2011 | 28 de septiembre de 2011 | Inicio de participación de Omiya Ardija y Albirex Niigata                                 |
| Fase final | Cuartos de final | 5 de octubre de 2011     | 5 de octubre de 2011     | Inicio de participación de los equipos clasificados a la Liga de Campeones de la AFC 2011 |
| Fase final | Semifinales      | 9 de octubre de 2011     | 9 de octubre de 2011     | Participación de los ganadores de los cuartos de final                                    |
| Fase final | Final            | 29 de octubre de 2011    | 29 de octubre de 2011    | Participación de los ganadores de las semifinales                                         |

## Fase final

### Primera ronda
| Fechas                   | Local ida           | Global | Local vuelta      | Ida                                                                                                   | Vuelta                                                                                                |
| ------------------------ | ------------------- | ------ | ----------------- | --- | --- |
| 5 de junio y 27 de julio | Urawa Red Diamonds  | 4:1    | Montedio Yamagata | 2:0 (enlace roto disponible en Internet Archive; véase el historial, la primera versión y la última). | 2:1 (enlace roto disponible en Internet Archive; véase el historial, la primera versión y la última). |
| 5 de junio y 27 de julio | Júbilo Iwata        | 5:0    | Avispa Fukuoka    | 2:0 (enlace roto disponible en Internet Archive; véase el historial, la primera versión y la última). | 3:0 (enlace roto disponible en Internet Archive; véase el historial, la primera versión y la última). |
| 5 de junio y 27 de julio | Kashiwa Reysol      | 1:3    | Vegalta Sendai    | 0:1 (enlace roto disponible en Internet Archive; véase el historial, la primera versión y la última). | 1:2 (enlace roto disponible en Internet Archive; véase el historial, la primera versión y la última). |
| 5 de junio y 27 de julio | Ventforet Kofu      | 1:2    | Shimizu S-Pulse   | 1:0 (enlace roto disponible en Internet Archive; véase el historial, la primera versión y la última). | 0:2 (enlace roto disponible en Internet Archive; véase el historial, la primera versión y la última). |
| 5 de junio y 27 de julio | Sanfrecce Hiroshima | 3:5    | Kawasaki Frontale | 2:2 (enlace roto disponible en Internet Archive; véase el historial, la primera versión y la última). | 1:3 (enlace roto disponible en Internet Archive; véase el historial, la primera versión y la última). |
| 5 de junio y 27 de julio | Yokohama F. Marinos | 3:2    | Vissel Kobe       | 1:1 (enlace roto disponible en Internet Archive; véase el historial, la primera versión y la última). | 2:1 (enlace roto disponible en Internet Archive; véase el historial, la primera versión y la última). |

### Segunda ronda
| Fechas                | Local ida           | Global | Local vuelta      | Ida                                                                                                   | Vuelta                                                                                                |
| --------------------- | ------------------- | ------ | ----------------- | --- | --- |
| 14 y 28 de septiembre | Urawa Red Diamonds  | 4:1    | Omiya Ardija      | 2:0 (enlace roto disponible en Internet Archive; véase el historial, la primera versión y la última). | 2:1 (enlace roto disponible en Internet Archive; véase el historial, la primera versión y la última). |
| 14 y 28 de septiembre | Vegalta Sendai      | 0:3    | Júbilo Iwata      | 0:0 (enlace roto disponible en Internet Archive; véase el historial, la primera versión y la última). | 0:3 (enlace roto disponible en Internet Archive; véase el historial, la primera versión y la última). |
| 14 y 28 de septiembre | Shimizu S-Pulse     | 3:4    | Albirex Niigata   | 2:1 (enlace roto disponible en Internet Archive; véase el historial, la primera versión y la última). | 1:3 (enlace roto disponible en Internet Archive; véase el historial, la primera versión y la última). |
| 14 y 28 de septiembre | Yokohama F. Marinos | 6:3    | Kawasaki Frontale | 4:0 (enlace roto disponible en Internet Archive; véase el historial, la primera versión y la última). | 2:3 (enlace roto disponible en Internet Archive; véase el historial, la primera versión y la última). |

### Siguientes rondas
|  | Cuartos de final       | Cuartos de final |                        |                    | Semifinales  | Semifinales  |  |                    | Final         | Final         |  |
|  | 5 de octubre           | 5 de octubre     |                        |                    | 9 de octubre | 9 de octubre |  |                    | 29 de octubre | 29 de octubre |  |
|  |                        |                  |                        |                    |              |              |  |                    |               |               |  |
|  |                        |                  |                        |                    |              |              |  |                    |               |               |  |
|  | Cerezo Osaka           | 1                |                        |                    |              |              |  |                    |               |               |  |
|  | Cerezo Osaka           | 1                |                        |                    |              |              |  |                    |               |               |  |
|  | Urawa Red Diamonds     | 2                |                        |                    |              |              |  |                    |               |               |  |
|  | Urawa Red Diamonds     | 2                |                        | Urawa Red Diamonds | 2            |              |  |                    |               |               |  |
|  |                        |                  |                        | Urawa Red Diamonds | 2            |              |  |                    |               |               |  |
|  |                        |                  | Gamba Osaka            | 1                  |              |              |  |                    |               |               |  |
|  | Gamba Osaka            | 3                | Gamba Osaka            | 1                  |              |              |  |                    |               |               |  |
|  | Gamba Osaka            | 3                |                        |                    |              |              |  |                    |               |               |  |
|  | Júbilo Iwata           | 1                |                        |                    |              |              |  |                    |               |               |  |
|  | Júbilo Iwata           | 1                |                        |                    |              |              |  | Urawa Red Diamonds | 0             |               |  |
|  |                        |                  |                        |                    |              |              |  | Urawa Red Diamonds | 0             |               |  |
|  |                        |                  | Kashima Antlers (t.s.) | 1                  |              |              |  |                    |               |               |  |
|  | Nagoya Grampus (t.s.)  | 5                | Kashima Antlers (t.s.) | 1                  |              |              |  |                    |               |               |  |
|  | Nagoya Grampus (t.s.)  | 5                |                        |                    |              |              |  |                    |               |               |  |
|  | Albirex Niigata        | 3                |                        |                    |              |              |  |                    |               |               |  |
|  | Albirex Niigata        | 3                |                        | Nagoya Grampus     | 1            |              |  |                    |               |               |  |
|  |                        |                  |                        | Nagoya Grampus     | 1            |              |  |                    |               |               |  |
|  |                        |                  | Kashima Antlers (t.s.) | 2                  |              |              |  |                    |               |               |  |
|  | Kashima Antlers (t.s.) | 3                | Kashima Antlers (t.s.) | 2                  |              |              |  |                    |               |               |  |
|  | Kashima Antlers (t.s.) | 3                |                        |                    |              |              |  |                    |               |               |  |
|  | Yokohama F. Marinos    | 2                |                        |                    |              |              |  |                    |               |               |  |
|  | Yokohama F. Marinos    | 2                |                        |                    |              |              |  |                    |               |               |  |
|  |                        |                  |                        |                    |              |              |  |                    |               |               |  |

- Los horarios de los partidos corresponden al huso horario de Japón: (UTC+9)

### Cuartos de final
| 5 de octubre de 2011, 19:04 | Cerezo Osaka    | 1:2 (0:1) | Urawa Red Diamonds                | Estadio Nagai, Osaka                                          |                                                               |
|                             | Fábio Lopes 73' | Reporte   | Moniwa 9' (a.g.) · Despotović 83' | Asistencia: 6.736 espectadores Árbitro(s): Toshimitsu Yoshida | Asistencia: 6.736 espectadores Árbitro(s): Toshimitsu Yoshida |

| 5 de octubre de 2011, 19:03 | Gamba Osaka                                | 3:1 (1:1) | Júbilo Iwata | Estadio de la Expo '70 de Osaka, Suita                        |                                                               |
|                             | Sasaki 43' · Rafinha 67' · Nasu 76' (a.g.) | Reporte   | Nasu 7'      | Asistencia: 4.112 espectadores Árbitro(s): Nobutsugu Murakami | Asistencia: 4.112 espectadores Árbitro(s): Nobutsugu Murakami |

| 5 de octubre de 2011, 19:00 | Nagoya Grampus                                                      | 5:3 (2:2, 1:0) (t. s.) | Albirex Niigata                                | Estadio Atlético Mizuho, Nagoya                       |                                                       |
|                             | Kanazaki 15' · Nagai 90+1', 105+2' · Hashimoto 114' · Tanaka 120+1' | Reporte                | Bruno Silva 63' · Kawamata 90+3' · Kikuchi 98' | Asistencia: 4.108 espectadores Árbitro(s): Ryūji Satō | Asistencia: 4.108 espectadores Árbitro(s): Ryūji Satō |

| 5 de octubre de 2011, 19:00 | Kashima Antlers                       | 3:2 (2:2, 0:2) (t. s.) | Yokohama F. Marinos             | Estadio de Kashima, Kashima                               |                                                           |
|                             | Kōroki 49' · Ōsako 73' · Tashiro 111' | Reporte                | Nakata 1' (a.g.) · Watanabe 11' | Asistencia: 4.804 espectadores Árbitro(s): Masaaki Iemoto | Asistencia: 4.804 espectadores Árbitro(s): Masaaki Iemoto |

### Semifinales
| 9 de octubre de 2011, 17:00 | Urawa Red Diamonds         | 2:1 (2:0) | Gamba Osaka  | Estadio Saitama 2002, Saitama                             |                                                           |
|                             | Umesaki 21' · Escudero 38' | Reporte   | Ōtsuka 90+3' | Asistencia: 23.879 espectadores Árbitro(s): Hajime Matsuo | Asistencia: 23.879 espectadores Árbitro(s): Hajime Matsuo |

| 9 de octubre de 2011, 13:00 | Nagoya Grampus | 1:2 (1:1, 0:1) (t. s.) | Kashima Antlers            | Estadio Atlético Mizuho, Nagoya                        |                                                        |
|                             | Tanaka 80'     | Reporte                | Ōsako 10' · Shibasaki 107' | Asistencia: 8.562 espectadores Árbitro(s): Kenji Ōgiya | Asistencia: 8.562 espectadores Árbitro(s): Kenji Ōgiya |

### Final
| 29 de octubre de 2011, 13:10 | Urawa Red Diamonds | 0:1 (t. s.) | Kashima Antlers | Estadio Nacional, Tokio                                 |                                                         |
|                              |                    | Reporte     | Ōsako 105'      | Asistencia: 46.599 espectadores Árbitro(s): Minoru Tōjō | Asistencia: 46.599 espectadores Árbitro(s): Minoru Tōjō |

#### Detalles
| 18         | Guardameta     | Nobuhiro Katō    |      |
| 6          | Defensa        | Nobuhisa Yamada  | 107' |
| 26         | Defensa        | Mizuki Hamada    |      |
| 17         | Defensa        | Mitsuru Nagata   |      |
| 14         | Defensa        | Tadaaki Hirakawa |      |
| 13         | Centrocampista | Keita Suzuki     | 91'  |
| 7          | Centrocampista | Tsukasa Umesaki  | 76'  |
| 22         | Centrocampista | Naoki Yamada     |      |
| 8          | Centrocampista | Yōsuke Kashiwagi |      |
| 24         | Centrocampista | Genki Haraguchi  |      |
| 15         | Delantero      | Sergio Escudero  |      |
| Entrenador | Entrenador     | Takafumi Hori    |      |

| 21         | Guardameta     | Hitoshi Sogahata    |     |
| 7          | Defensa        | Tōru Araiba         |     |
| 15         | Defensa        | Takeshi Aoki        |     |
| 6          | Defensa        | Kōji Nakata         |     |
| 5          | Defensa        | Alex                | 76' |
| 20         | Centrocampista | Gaku Shibasaki      |     |
| 40         | Centrocampista | Mitsuo Ogasawara    | 91' |
| 8          | Centrocampista | Takuya Nozawa       |     |
| 25         | Centrocampista | Yasushi Endō        | 63' |
| 9          | Delantero      | Yūya Ōsako          |     |
| 13         | Delantero      | Shinzō Kōroki       |     |
| Entrenador | Entrenador     | Oswaldo de Oliveira |     |

| 5  | Centrocampista | Shunki Takahashi | 76'  |
| 27 | Centrocampista | Shūto Kojima     | 91'  |
| 2  | Defensa        | Keisuke Tsuboi   | 107' |

| 30 | Delantero      | Yūzō Tashiro    | 63' |
| 11 | Centrocampista | Fellype Gabriel | 76' |
| 14 | Centrocampista | Chikashi Masuda | 91' |

| Anotado | 105' | Yūya Ōsako | 0-1 |

| Amonestado | 12' | Tsukasa Umesaki  |
| Amonestado | 47' | Naoki Yamada     |
| Amonestado | 99' | Shunki Takahashi |

| Amonestado | 31'    | Alex             |
| Amonestado | 43'    | Takeshi Aoki     |
| Amonestado | 120+1' | Hitoshi Sogahata |

| Otorgado · Expulsado | 50' | Naoki Yamada |

| Otorgado · Expulsado | 80' | Takeshi Aoki |

| Árbitro             | Minoru Tōjō     |
| Árbitros asistentes | Haruhiro Otsuka |
| Árbitros asistentes | Tadaomi Aiba    |
| Cuarto árbitro      | Hiroyuki Kimura |

| 18         | Guardameta     | Nobuhiro Katō    |      |
| 6          | Defensa        | Nobuhisa Yamada  | 107' |
| 26         | Defensa        | Mizuki Hamada    |      |
| 17         | Defensa        | Mitsuru Nagata   |      |
| 14         | Defensa        | Tadaaki Hirakawa |      |
| 13         | Centrocampista | Keita Suzuki     | 91'  |
| 7          | Centrocampista | Tsukasa Umesaki  | 76'  |
| 22         | Centrocampista | Naoki Yamada     |      |
| 8          | Centrocampista | Yōsuke Kashiwagi |      |
| 24         | Centrocampista | Genki Haraguchi  |      |
| 15         | Delantero      | Sergio Escudero  |      |
| Entrenador | Entrenador     | Takafumi Hori    |      |

| 21         | Guardameta     | Hitoshi Sogahata    |     |
| 7          | Defensa        | Tōru Araiba         |     |
| 15         | Defensa        | Takeshi Aoki        |     |
| 6          | Defensa        | Kōji Nakata         |     |
| 5          | Defensa        | Alex                | 76' |
| 20         | Centrocampista | Gaku Shibasaki      |     |
| 40         | Centrocampista | Mitsuo Ogasawara    | 91' |
| 8          | Centrocampista | Takuya Nozawa       |     |
| 25         | Centrocampista | Yasushi Endō        | 63' |
| 9          | Delantero      | Yūya Ōsako          |     |
| 13         | Delantero      | Shinzō Kōroki       |     |
| Entrenador | Entrenador     | Oswaldo de Oliveira |     |

| 5  | Centrocampista | Shunki Takahashi | 76'  |
| 27 | Centrocampista | Shūto Kojima     | 91'  |
| 2  | Defensa        | Keisuke Tsuboi   | 107' |

| 30 | Delantero      | Yūzō Tashiro    | 63' |
| 11 | Centrocampista | Fellype Gabriel | 76' |
| 14 | Centrocampista | Chikashi Masuda | 91' |

| Anotado | 105' | Yūya Ōsako | 0-1 |

| Amonestado | 12' | Tsukasa Umesaki  |
| Amonestado | 47' | Naoki Yamada     |
| Amonestado | 99' | Shunki Takahashi |

| Amonestado | 31'    | Alex             |
| Amonestado | 43'    | Takeshi Aoki     |
| Amonestado | 120+1' | Hitoshi Sogahata |

| Otorgado · Expulsado | 50' | Naoki Yamada |

| Otorgado · Expulsado | 80' | Takeshi Aoki |

| Árbitro             | Minoru Tōjō     |
| Árbitros asistentes | Haruhiro Otsuka |
| Árbitros asistentes | Tadaomi Aiba    |
| Cuarto árbitro      | Hiroyuki Kimura |

|                                            |
| Bandera de Prefectura de Ibaraki           |
| Campeón invicto Kashima Antlers 4.º título |

## Estadísticas

### Goleadores
| Jugador                                  | Club                | Goles | PJ |
| ---------------------------------------- | ------------------- | ----- | -- |
| Ranko Despotović                         | Urawa Red Diamonds  | 4     | 5  |
| Yūya Ōsako                               | Kashima Antlers     | 3     | 3  |
| Masashi Ōguro                            | Yokohama F. Marinos | 3     | 5  |
| Genki Haraguchi                          | Urawa Red Diamonds  | 2     | 4  |
| Yū Kobayashi                             | Kawasaki Frontale   | 2     | 4  |
| Kōji Yamase                              | Kawasaki Frontale   | 2     | 4  |
| Kazuma Watanabe                          | Yokohama F. Marinos | 2     | 5  |
| Última actualización: 1 de marzo de 2016 |                     |       |    |

### Mejor Jugador
| Jugador    | Club            |
| ---------- | --------------- |
| Yūya Ōsako | Kashima Antlers |

### Premio Nuevo Héroe
El Premio Nuevo Héroe es entregado al mejor jugador del torneo menor de 23 años.
| Jugador         | Club               |
| --------------- | ------------------ |
| Genki Haraguchi | Urawa Red Diamonds |